# Pillara
Pillara là một chi nhện trong họ Stiphidiidae.